# Nicola Campogrande
Nicola Campogrande (né le 9 octobre 1969 à Turin) est un compositeur italien. 
Il écrit pour le journal Corriere della Sera. 
Sa musique est publiée en exclusivité par l'éditeur Breitkopf & Härtel.

## Biographie
Nicola Campogrande est diplômé en composition des conservatoires de Milan (avec Azio Corghi) et de Paris.
Il est considéré comme l'un des plus importants compositeurs italiens actuels. Dans sa musique, publiée depuis 2017 en exclusivité par Breitkopf & Härtel, la critique et le public reconnaissent la fraîcheur et l'expressivité, mises au service d'œuvres à forte composante spectaculaire.
Outre ses nombreuses œuvres pour le théâtre musical, il écrit principalement de la musique de chambre et de la musique symphonique et a développé un catalogue de plus de 200 pièces. Parmi ses interprètes, on compte Riccardo Chailly, Lilya Zilberstein, Gauthier Capuçon, Mario Brunello, Sergej Krilov et de nombreux autres musiciens et orchestres qui ont ses œuvres à leur répertoire et les présentent régulièrement lors de saisons de concerts dans le monde entier. Parmi ses mécènes figurent la Filarmonica della Scala, l'Orchestre national de Russie, l'Orchestre national d'Île-de-France, l'Orchestra Sinfonica di Milano, l'ADDA Sinfónica (Alicante), le Saint-Paul Chamber Orchestra (Minnesota) et l'Orchestre symphonique national de Lituanie.
Sa musique peut être entendue sur 35 CD monographiques et collectifs. Parmi ses œuvres symphoniques les plus réussies figurent le "Concerto pour public et orchestre", "R (A Portrait for Piano and Orchestra)", les vingt-quatre "Expo Variations", "Urban gardens" pour piano et orchestre, la "Symphonie n° 2 "Un nuovo mondo"", le "Concerto allegro" pour guitarre et orchestre.
Ses œuvres de chambre comprennent "Nudo" pour piano, "Forme di felicità" pour violon et piano, et "Preludi a getto d'inchiostro" pour guitare. Ses œuvres les plus populaires sont "Opera italiana", "#Folon" et "La notte di San Nicola".
Diplômé des conservatoires de Milan et de Paris, il dirige des programmes culturels sur Rai Radio3 depuis 1998. Pour la télévision, il a dirigé pendant des années le programme hebdomadaire "Contrappunti" sur la chaîne Classica HD (Sky). Il collabore aux pages culturelles du Corriere della Sera et a publié "Occhio alle orecchie. Come ascoltare musica classica e vivere felici" (Ponte alle Grazie, 6 éditions), "100 brani di musica classica da ascoltare una volta nella vita" (BUR Rizzoli, 3 éditions), "Capire la musica classica ragionando da compositori" (Ponte alle Grazie), "Viaggio al centro dell'orchestra" (BUR Rizzoli), "Storia della musica classica. Il racconto di un'avventura straordinaria, dal Medioevo a Spotify" (Ponte alle Grazie) et le cours de musique pour le collège "Prima la musica !"(Lattes). Par le passé, il a dirigé pendant quinze ans le magazine mensuel Sistema Musica et a été critique musical pour Repubblica et les suppléments Musica !, L'Indice dei libri del mese et Piano Time.
Il a été directeur artistique du festival MITO SettembreMusica de 2016 à 2023, membre de la commission artistique internationale d'Europa Cantat et, pendant onze ans, directeur artistique de l'Orchestre philharmonique de Turin.
Depuis 2023, il est compositeur résident de l'Orchestra Sinfonica di Milano.

Il enseigne les techniques narratives à la Holden School et, avec Gloria Campaner, il est directeur artistique de la saison « Seven Spriings. Il suono della Holden ».

## Sélection d'œuvres

### Théâtre
- Il ventre del mare, su testo di Alessandro Baricco (1994)
- Capelas imperfeitas, su testi di Dario Voltolini (it) (1997)
- Cronache animali, su poesie di Toti Scialoja (it) (1998)
- Quando piovvero cappelli a Milano, su testo di Gianni Rodari (da Tante storie per giocare) (2000)
- Quarantotto botteghe, su testi di Dario Voltolini (it) e Gad Lerner
- Tempi burrascosi, su testi di Dario Voltolini (it) (2009)
- Opera italiana, su libretto di Piero Bodrato (2010)
- De bello gallico, su libretto di Piero Bodrato (2016)
- Folon, su libretto di Piero Bodrato (2017)
- La notte di San Nicola, su libretto di Piero Bodrato (2020)

### Orchestre (aussi avec solistes)
- Concerto per pianoforte e orchestra (2002) dal Concerto per cembalo e archi BWV 1052 di Bach
- Absolut - Concerto per violoncello, basso elettrico e orchestra d'archi (2004) - vers. orchestra (2007)
- Sinfonietta (2004)
- Tre piccolissime musiche notturne (2006)
- Soffio blu - Concerto per flauto, e orchestra d'archi (2006)
- Warm trip - Concerto per violoncello e orchestra d'archi (2007)
- Paganini, Paganini! per  violino e orchestra (2011)
- Quatre modes d'extinction du jour (d'après une phrase oubliée par Debussy") per  violino e orchestra (2012)
- Urban Gardens per  pianoforte e orchestra (2012)
- R (un ritratto per pianoforte e orchestra) per  pianoforte e orchestra (2012)
- Banksy Promenade per  orchestra (2013)
- Magia nera for orchestra (2013)
- The Expo Variations per orchestra (2015)
- Concerto per pubblico e orchestra "Trois langages imaginaires" (2015)
- Divertimento (2016)
- Le felicità, for soprano, choir and orchestra (2018)
- Le sette mogli di Barbablù for actor and orchestra  (2018)
- Sinfonia n. 1 (2019-2021)
- Cinque modi per aprire un concerto (2021)
- Concerto per violino e orchestra (2021)
- Decisamente allegro (2022)
- Sinfonia n. 2 "Un mondo nuovo" (2022)
- Concerto allegro per chitarra e orchestra (2023)
- Quattro modi di sorridere per orchestra d'archi (2023)
- Concerto per violino, corno, pianoforte e orchestra (2023)

### Musique de chambre
- La voce delle nuvole che non ci sono più per clarinetto basso e voce recitante (1992)
- Torino, una sigla per flauto, violino e violoncello (1993)
- Tutto il mondo per violino, violoncello e pianoforte (1994)
- Macchina per aspettare che sia pronto il the per quattro strumenti (1995)
- Arrivano i nostri per violino, violoncello e pianoforte (1998)
- Tililadodin per arpa e pianoforte (2000)
- Blu tranquillo, per otto strumenti (2002)
- Danze del riso e dell'oblio per fisarmonica e pianoforte (2004)
- Esterno di edificio per quintetto d'archi (2 violini, viola, violoncello, contrabbasso) (2005)
- Follie per 2 violini, tiorba, violoncello e clavicembalo (2005)
- Effetto Kreutzer per  violino e pianoforte (2007)
- Danze della signorina Olivia per  violino e pianoforte (2008)
- Woody Woody per  sestetto d'archi (2008)
- Primo resoconto dalla città che danza per  quartetto d'archi (2009)
- Istruzioni per il cielo per clarinetto, viola e pianoforte (2011)
- Rimedi per l'anima per quartetto d'archi (2011)
- 150 decibel per violoncello e pianoforte / viola e pianoforte / trio di pianoforti) (2015)
- Paganini, Paganini!  per violino and pianoforte (2011-2019)
- Divertimento per archi (2019)
- Forme di felicità per violino and pianoforte (2020)

### Musique vocale et chorale
- Dipingendo per baritono e scatola di the (1995)
- La testa del chiodo per coro di voci bianche (it), testo di Gianni Rodari (1996)
- Hölderlied per soprano ed ensemble (1996)
- Canto dell'animale senza nome per voce e pianoforte, testo di Dario Voltolini (it) (2000)
- Il mare è un grande latte per coro di voci bianche (it) a 2 parti, testo di Dario Voltolini (2002)
- La magnifica spedizione fu...turista da Milano a Marechiare per uccidere il chiaro di luna per voce ed ensemble, testo di Elio (it) e Piero Bodrato (2009)
- Agnus Dei per  coro misto (2011)
- Piccola Messa Italiana per coro misto e orchestra (2013)
- Amore per coro maschile (2014)

### Instruments solistes
- Modicomò per flauto (1993)
- Il Finale, versione per pianoforte (1994)
- Passa di qui per clarinetto (1997)
- Preludi a getto d'inchiostro per chitarra (2001-2003)
- Bach Werke Variation per pianoforte (2003)
- La dolce Italia per pianoforte (2003)
- Progetto per una notte di stelle per arpa (2006)
- Momento musicale per pianoforte (2007)
- Casorati groove per pianoforte (2008)
- Bizzarra per violino (2011)
- Hauptstimmen per oboe (2013)
- Nudo per piano (2015)
- 12 Preludi a getto d'inchiostro for 11 Stings Guitar - revision of Christian Lavernier (2018)
- Preludi da viaggio per piano (2021)

### Musique pour le cinéma, la tv, le théâtre
- Una pallida felicità (1995) Commissione del Teatro Stabile di Torino
- Dal matrimonio al divorzio (1996) Commissione del Teatro Stabile di Torino
- I corvi (1997) Commissione di Rai Radio Tre - Progetto "Teatri alla radio"
- Antenati (1997) Commissione del Teatro Settimo
- Giovanna d'Arco (1998) Commissione del Teatro Stabile di Torino
- Il nome della rosa (2005) Commissione di Rai Radio Due per la versione radiofonica realizzata da Giuseppe Venetucci
- Africa, capolavori da un continente per la mostra omonima. Turin, Galleria d'arte moderna, 2003 - 2004.
- Carol Rama - Di più, ancora_di più, regia di Simone Pierini - documentario (2003)
- Modigliani per la mostra "Modigliani. L'angelo dal volto severo". Milan, Palazzo Reale, 2003.
- Valzer (2007) per il film di Salvatore Maira
- Musica per Sebastiano del Piombo (2008) per la mostra omonima. Roma, 2008
- Musica per Palladio (2008) per la mostra omonima. Vicenza, 2008-2009
- Dai Templari a Napoleone (2009) per la mostra omonima. Palais royal de Venaria, 2009-2010

## Discographie
- La voce delle nuvole che non ci sono più, DDT (1992)
- Mosorrofa, o dell'ottimismo (su testi di Dario Voltolini (it)), DDT (1993)
- Il finale, DDT (1994)
- Capelas imperfeitas - Diciotto canzoni senza tetto su testi di Dario Voltolini (it), DDT (1997)
- Cronache animali - Pocket opera per attrice che canta e cinque strumenti su testi di Toti Scialoja (it), DDT (1998)
- Africa. Capolavori da un continente, DDT (2004)
- Danze del riso e dell'oblio, STRADIVARIUS (2005)
- Tango del vento? e Bossa del vento? in Luz, VELUT LUNA (2005)
- Progetto per una notte di stelle, VELUT LUNA (2006)
- Preludi a getto d'inchiostro, VELUT LUNA (2006)
- Skin, ACME (2007)
- Promenade des petites notes, STRADIVARIUS (2007)
- Melodie per preparare la carta, VELUT LUNA (2007)
- Valzer (original soundtrack), CAM (2007)
- La voce delle nuvole che non ci sono più, BA (2007)
- Musica per Sebastiano del Piombo, HUKAPAN (2008)
- Musica per Palladio, HUKAPAN (2008)
- Just married, OFT LIVE (2008)
- Tililadodin, DECCA (2008)
- Campogrande in jazz, DDT (2009)
- Danze della signorina Olivia, DDT (2010)
- La dolce Italia, DDT (2010)
- Tutto il mondo, NUOVA ERA
- Passa di qui, DATUM
- La testa del chiodo, PCT
- Tango, MARRERO
- Hauptstimmen (2016)
- Nudo, DDT (2020)
- Materna, BRILLIANT (2018)
- Amore, GENUIN (2019)
- Preludi a getto d'inchiostro, DDT (2020)
- Preludi a getto d'inchiostro, DA VINCI (2020)